# Китнар, Милан
Милан Китнар (словац. Milan Kytnár; 7 ноября 1990, Топольчани, Чехословакия) — словацкий хоккеист, нападающий.

## Биография
Воспитанник хоккейной школы ХК «Топольчани». Выступал за ХК «Топольчани», «Келоуна Рокетс» (ЗХЛ), «Саскатун Блэйдс» (ЗХЛ), «Ванкувер Джаэнтс» (ЗХЛ), «Оклахома-Сити Баронс» (АХЛ), «Стоктон Тандер» (ECHL), «Эдмонтон Ойлерз», ХПК Хямеэнлинна.
В чемпионатах НХЛ — 1 матч (0+0). В чемпионатах Финляндии провел 16 матчей (0+3).
В составе национальной сборной Словакии провел 6 матчей. В составе молодёжной сборной Словакии участник чемпионата мира 2009. В составе юниорской сборной Словакии участник чемпионата мира 2007.